# باشاران (اسکیل)
باشاران (به ترکی استانبولی: Başaran) یک منطقهٔ مسکونی در ترکیه است که در اسکیل واقع شده‌است.